# Порфирогенит
Порфирогенит је придев који је носио део византијских царева и њихових породица. Термин је буквално значио рођен у порфиру, пошто се порфирна (пурпурна, гримизна) боја сматрала бојом царског достојанства.

## Порекло назива
Термин је означавао царско достојанство односно онога ко је рођен у царској породици односно у порфиру. Тај придев су добијала сва царева(или царицина) деца која су рођена док је он(или она) владао. То у пракси значи да су придев Порфирогенит односно Порфирогенита носили принчеви и принцезе који су могли, али нису морали да касније наследе оца (или мајку) на престолу.
Тако је Ана Комнина (1083—1153) била и Ана Порфирогенита пошто се родила док јој је отац Алексије (1081—1118) био цар. Са друге стране, византијски цар Роман IV Диоген (1068—1071) није био Роман Порфирогенит пошто је на царски престо дошао женидбом са царицом Евдокијом, удовицом византијског цара Константина X Дуке (1059—1067) и мајком Михаила VII Парапинка (1071—1078). Романов отац Константин Диоген је био византијски великаш из Кападокије, који је управљао Београдом после слома Македонског царства и човек који је на превару савладао Сермона, последњег Самуиловог вазала.

## Цареви
Већина царева је носила већи број придева уз своје име(Август,Порфирогенит,...), али се у историји под тим именом подразумевају два цара:
- Константин VII Порфирогенит (Κωνσταντίνος Ζ' ο Πορφυρογέννητος) (905-959, владао 913. - 959)
- Роман II Порфирогенит (Ρωμανός Β' ο Πορφυρογέννητος) (939. - 963, владао 959 - 963)